# ガリア戦争
ガリア戦争（ガリアせんそう、ラテン語：Bellum Gallicum, ベッルム・ガッリクム/ベルルム・ガルリクム）は、紀元前58年から紀元前51年にかけて、共和政ローマのガリア地区総督ガイウス・ユリウス・カエサルがガリア（現：フランス、ベルギー、スイス等）に遠征してその全域を征服し、共和政ローマの属州とした一連の戦争を指す。

## ガリア戦争までの経緯
当時のガリアは、スエビ族出身のゲルマニア人アリオウィストゥスがマゲトブリガの戦い（紀元前63年頃）でガリア人を破り、レヌス川（現：ライン川）に近いガリア一帯に勢力圏を形成し、更にガリア人を追いやってその支配領域を広げつつあった。
紀元前60年にグナエウス・ポンペイウス、マルクス・リキニウス・クラッススと第一回三頭政治を結成、紀元前59年に執政官（コンスル）の任期を終えたカエサルは、翌紀元前58年からプロコンスル（前執政官）としてイリュリア、ガリア・キサルピナ（アルプス以南のガリア）、ガリア・トランサルピナ（アルプス以北のガリア）の属州総督となった。
ガリア・キサルピナは既に属州ガリアとしてローマ支配下にあったが、ガリア・トランサルピナはいまだローマの勢力が及んでおらず、カエサルは5年間のインペリウム（軍事指揮権）を元老院より委ねられた。

## 戦争の経過

### 紀元前58年（ガリア戦争1年目）
ガリア・キサルピナとガリア・トランサルピナ、イリュリアの各属州の総督であったカエサルは、ゲルマニア人に圧迫される形で西方へ移住を始めた現在のスイスの山岳地帯にいたガリア人系ヘルウェティイ族へ戦争を仕掛けて、アラル川の戦い、ビブラクテの戦いでこれを破り、元の居住地に押し戻した。
ヘルウェティイ族を討伐した後に、カエサルはハエドゥイ族らガリア人の要請により、ローマのガリア制覇への大きな障害となりつつあったアリオウィストゥス率いるゲルマニア人と戦い、プブリウス・リキニウス・クラッスス（クラッススの息子）の活躍もあってウォセグスの戦いで勝利を収め、ゲルマニア人をレヌス川の向こうへと追いやった。

### 紀元前57年（ガリア戦争2年目）
アリオウィストゥスをゲルマニアへ追いやったローマに対して、スエッシオネス族の族長ガルバを中心としてネルウィイ族、アトレバテス族、モリニ族らのベルガエ人が一斉に反乱を起し（オクトドゥルスの戦い）、ベルガエ人はレミ族の町であるビブラクスを攻撃していた。カエサルがレミ族支援の為にビブラクテ方面へ進軍するとベルガエ人はこれを迎え撃ったが、アクソナ川の戦いで敗北し、ガルバは人質をカエサルに出して降伏した。なおもボドゥオグナトゥス（Boduognatus）をリーダーとするネルウィイ族やウィロマンドゥイ族らはローマへの抵抗を続けたが、激戦の末サビス川の戦いで敗北して、ローマ軍に降伏した。また、プブリウス・クラッススによってウェネティ族ら大西洋沿岸部族がローマに帰順した。

### 紀元前56年（ガリア戦争3年目）
前年にローマに一度は帰順した部族で、大西洋岸に勢力を持ち海軍力のあったウェネティ族が同地区に駐屯していたローマ軍に対して反乱を起した。カエサルは、ティトゥス・ラビエヌスをベルガエ人やゲルマニア人へ、プブリウス・クラッススをアクィタニア人への抑えに回し、自身はウェネティ族の討伐に向かい、モルビアンへ到着した。海戦の経験に乏しいカエサル軍であったが、デキムス・ユニウス・ブルトゥスが率いるローマ艦隊がウェネティ族らの艦隊をモルビアン湾の海戦で撃破し、反乱を鎮圧した。
また、同時期に反乱を起したウィリドウィクスが率いるウネッリ族やアウレルキ族、エブロウィケス族らにはクィントゥス・ティトゥリウス・サビヌスが当り、プブリウス・クラッススが赴いたアクィタニア人の居住地区でも、ソティアヌス族等からローマに対する攻撃が生じたが、いずれの騒乱も平定した。
この年、カエサル・ポンペイウス・クラッススの3者がルッカで会談して、紀元前55年にポンペイウス及びクラッススが執政官へ立候補すること及びカエサルのガリア総督の任期を5年延長することが内約された。

### 紀元前55年（ガリア戦争4年目）

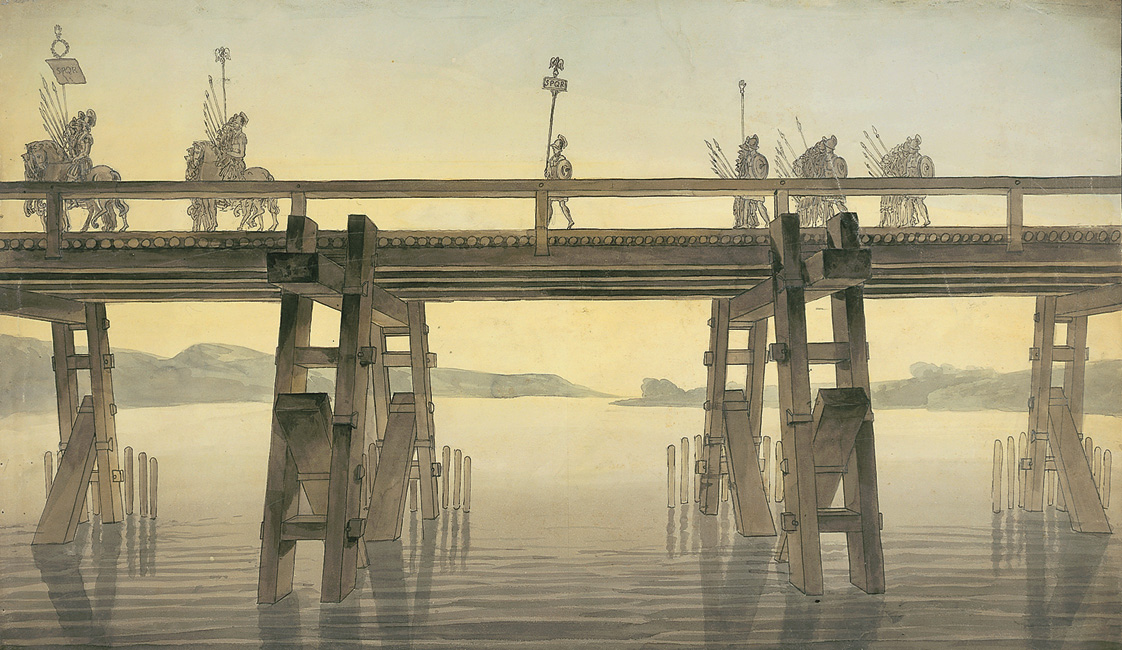
レヌス川を渡るローマ軍

ゲルマン系の中でも弱小であったウシペテス族とテンクテリ族が、スエビ族に圧迫される形でレヌス川を越えてガリアへ侵入した為、カエサルはレヌス川の向こうへ戻るように警告した。交渉の為に双方が一時停戦する約束であったが、ゲルマニア人はこれを反故にしてローマ騎兵へ攻撃を仕掛けたことから、ローマ軍はゲルマニア人を襲撃して多くを殺戮、捕虜とした。
その後、カエサルはこれに関ったゲルマニアへの牽制として、レヌス川に橋を架けてゲルマニアへ渡り、ウシペテス族とテンクテリ族の残党を匿ったスガンブリ族の集落を焼き討ちにしたものの、森の奥深くへ陣を構えたスエビ族らとの戦いには臨まずに、ガリア側へ引き上げた。
ウェネティ族の蜂起の際にブリタンニア人がこれに加担していたことから、これを牽制する為、ガリアの守りをラビエヌスに任せ、カエサルはブリタンニアへ渡った。海が荒れたことにより軍船の一部が破損してしまったことや兵站の乏しさ、ブリタンニア人の騎兵と戦車による攻撃で苦戦を強いられたものの、兵の強さで勝るローマ軍はブリタンニア人を大破し、ローマ軍船の修理が済むと共にガリアへ戻った（ブリタンニア遠征）。
なお、前年の「ルッカ会談」での密約通りにポンペイウスとクラッススは執政官に当選し、カエサルのガリア総督としての任期も5年延長された。また、紀元前54年よりポンペイウスはヒスパニア、クラッススはシリアの属州総督に就くことが決まった。

### 紀元前54年（ガリア戦争5年目）
ピルスタエ族の暴動を調停した後、カエサルは元々遺恨のあったハエドゥイ族のドゥムノリクスを誅殺した上で、再び船隊を率いてブリタンニアへ遠征した。前年同様に嵐によって船舶の一部に損害が生じたこともあって、ブリタンニア人はカッシウェラウヌスをリーダーにローマに対して蜂起したが、ローマ軍は多くのブリタンニア人を戦いで殺戮し、ブリタンニア人を降伏させた。

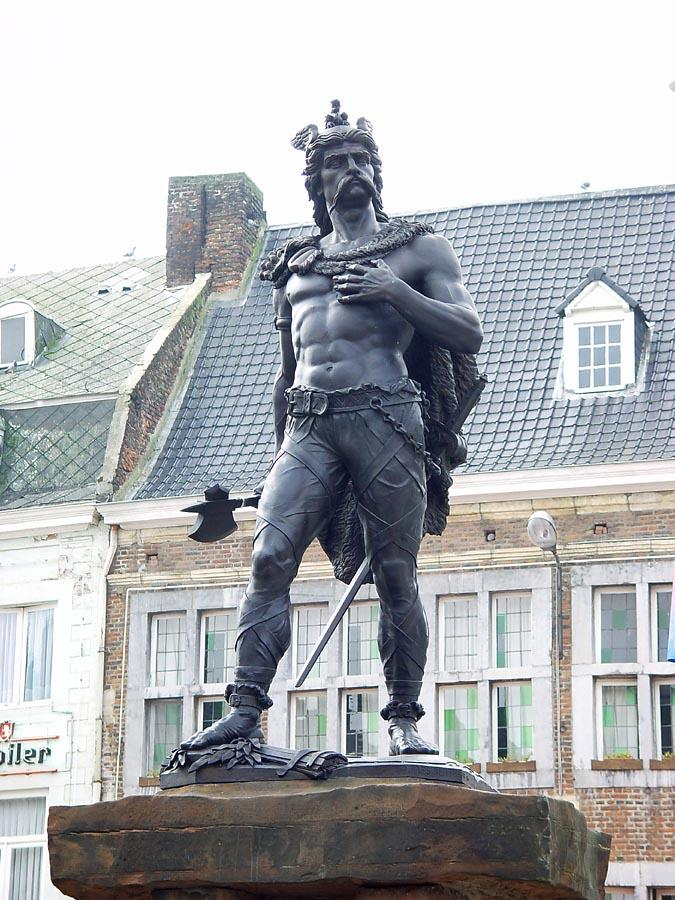
アンビオリクス像

ガリアへ戻ったカエサルはガリア人監視の意味もあって、レガトゥス（総督副官）を各地に冬営の為に派遣した。エブロネス族の地へはクィントゥス・サビヌスとルキウス・アウルンクレイウス・コッタが派遣されたが、エブロネス族の族長アンビオリクスの計略に掛かって、サビヌスらが率いたローマ軍は指揮官共々壊滅した（アドゥアトゥカの戦い）。
アンビオリクスは他のローマ軍を攻撃するように焚き付けて、ネルウィ族はクィントゥス・トゥッリウス・キケロが冬営する駐屯地を攻撃したが、キケロは持ち堪え、駆けつけたカエサル軍によってネルウィ族は敗退した。トレウェリ族のインドゥティオマルス（Indutiomarus）がゲルマニア人も呼び込んでの蜂起を企てたが、不首尾に終わった為に単独で蜂起したが、ラビエヌス率いるローマ軍に敗北し、インドゥティオマルスは戦死した。

### 紀元前53年（ガリア戦争6年目）
インドゥティオマルス戦死後もトレウェリ族はセノネス族やカルヌテス族らと共に抵抗し、アッコ（Acco）を首謀者として蜂起したが、カエサルはセノネス族やカルヌテス族を降伏させた。さらに、カエサルはアンビオリクスを匿う姿勢を見せたメナピイ族へ攻め込んで降伏させた。
トレウェリ族へはラビエヌスを派遣し、スエビ族がレヌス川を越えてトレウェリ族へ援軍を送ったものの、ローマ軍はこれを撃破した。トレウェリ族を指導していたインドゥティオマルスの親族はゲルマニアへと逃れ、新たにキンゲトリスク（Cingetorix）がトレウェリ族の指導者となった。カエサルは再びゲルマニア遠征を行ったが、主な討伐対象であったスエビ族は森の奥深くへと退いてローマ軍を迎え撃つ姿勢を示したことから、カエサルも深追いせずに撤退した。
カエサルはアンビオリクスの追討戦を始め、エブロネス族のもう1人の族長であったカタウウォルクスは自殺したものの、アンビオリクスはアルドゥエンナの森（Arduenna、現在のアルデンヌ地方及びサンブル川からライン川に至る地域）へと逃れた。カエサルは、輜重をアドゥアトゥカへ置いた上でクィントゥス・キケロに守らせ、海岸地方へはラビエヌス、アトゥアトゥキ族への抑えにガイウス・トレボニウスを派遣した。カエサルは、他のガリア人やゲルマニア人がエブロネス族を攻撃するように仕向けたが、逆にゲルマン系スカンブリ族にアドゥアトゥカのローマ軍輜重部隊が襲撃されるなどし、大きな成果は得られなかった。カエサルはセノネス族らが反乱を起した件でアッコを処刑した。
なお、この年に第一回三頭政治の一角であるクラッススと息子のプブリウスがパルティアとの戦いで戦死（カルラエの戦い）、前年にはポンペイウスの妻でありカエサルの娘であったユリアも死去しており、マルクス・ポルキウス・カト（小カト）ら元老院の反カエサル派の暗躍もあって両者の間に隙間風が徐々に差し込みつつあった。

### 紀元前52年（ガリア戦争7年目）

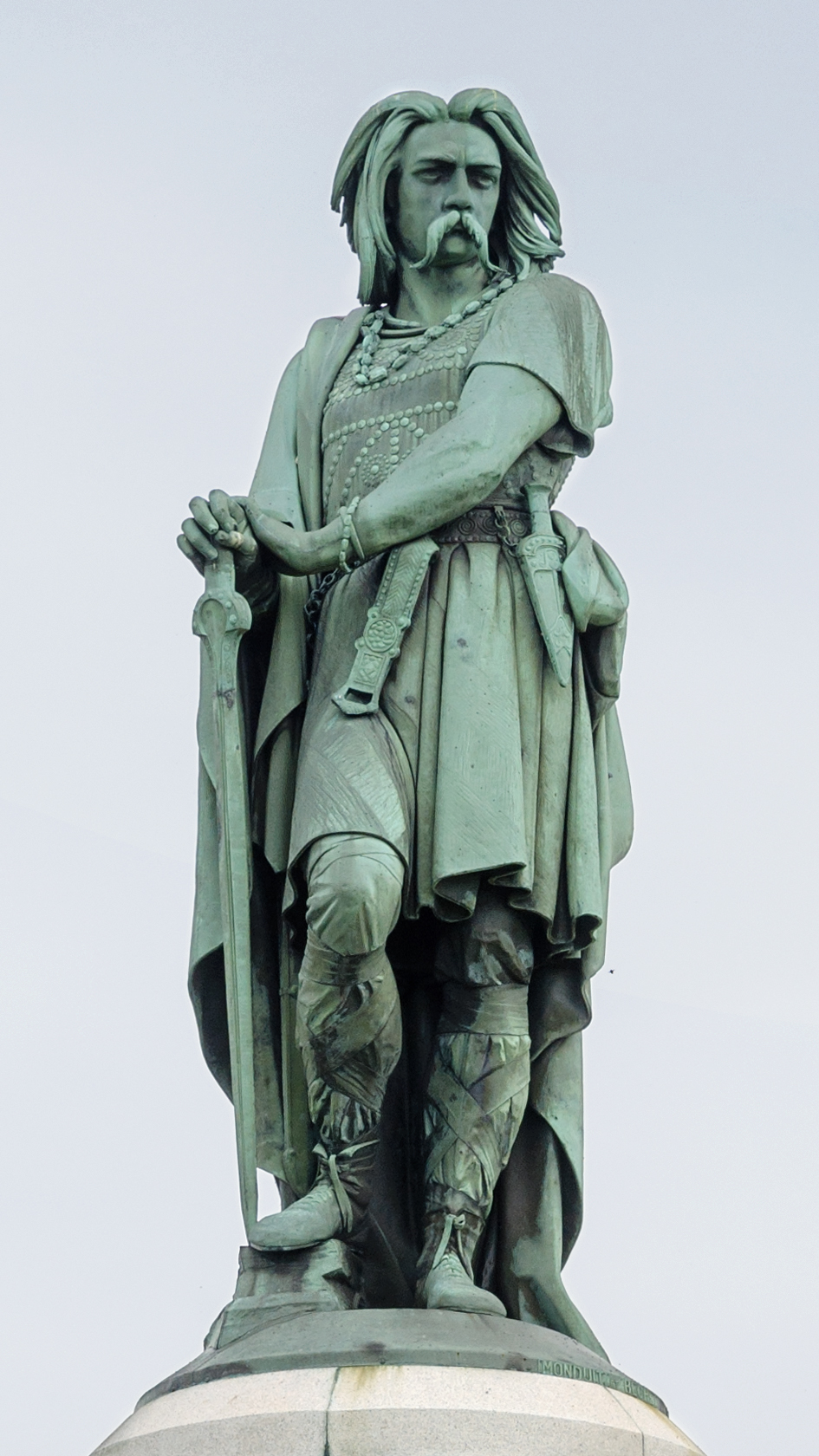
ウェルキンゲトリクス像

アッコの処刑によって大いに自尊心を傷つけられたカルヌテス族は、全ガリア部族が一丸となって反ローマに立ち上がるよう密談を重ね、その密談が進む間もコトゥアトゥスやコンコンネトドゥムヌスらはケナブム（現：オルレアン）を攻撃して多数のローマ人を殺害した。
また、セノネス、パリシイ、ピクトネス、カドゥルキ、アウレルキ等ガリア各族はアルウェルニ族のウェルキンゲトリクスにガリア軍の最高指揮権を委ねることで合意した。早速、ウェルキンゲトリクスはビドゥリゲス族やルテニ族、ニティオブロゲス族らをガリア連合軍に引入れるのに成功した。更に、かつてカエサルのブリタンニア遠征に参加していたアトレバテス族の族長コンミウスも反乱に加わった。
以上はカエサルがローマ滞在中の出来事であり、カエサルはクラッスス父子の戦死やプブリウス・クロディウス・プルケルの暗殺等による事後対応でローマ本国内での政争に足を取られていたことから、これらガリア人の動きに対して後手に回ることとなった。
カエサルはガリア到着次第、軍を率いてビドゥリゲス族の主邑・ゴルゴビナ（en）へ進軍した。その道中でセノネス族のウェッラウノドゥヌム（Vellaunodunum、現：ヴィヨン）、カルヌテス族のケナブム、ビドリゲス族のノウィオドゥヌム（現：ヌヴェール）等を攻略した。
ウェルキンゲトリクスはここで「焦土作戦」を考案して、ローマ軍の兵站の寸断を図るべく多くの城市を焼き払うが、アウァリクム（現：ブールジュ）は住民の嘆願もあって「焦土作戦」からは外された。カエサル軍はこのアウァリクムを攻略したが、この時脱出できたのは全市民40,000人の内1000名弱のみで、残りは殺戮された（アウァリクム包囲戦）。
カエサルは6軍団をもってアルウェルニ族の主邑・ゲルゴウィア攻略に乗り出した。しかし、これまで親ローマで兵站を担っていたハエドゥイ族がウェルキンゲトリクス側へ軸足を移しつつあり、ゲルゴウィア攻略も長期化の様相を呈したことから、ローマ軍はゲルコウィア攻略を断念した（ゲルゴウィアの戦い）。
山岳地とアルウェルニ族支配地域を迂回するため、ローマ軍は一度北上してから東方へ転じた。ウェルキンゲトリクスはローマ軍を追尾して攻撃を仕掛けた。しかし、ゲルマン騎兵とローマ重装歩兵の共同行動によってガリア軍は敗退した。ガリア軍は逆に追われる立場となり、マンドゥビイ族の都市アレシアへ逃げ込んだ。
一方で、アウレルキ族やセノネス族らを抑えるべくカエサルとは別に4軍団を率いていたラビエヌスは、アウレルキ族のカムロゲヌスらとルテティア（現：パリ）で衝突して、これに勝利を収めてカムロゲヌスを討ち取った（ルテティアの戦い）。
なお、これに先立って、親ローマのレミ族及びリンゴネス族、ゲルマニア人の攻撃により身動きの取れないトレウェリ族以外のガリア部族の代表が集結し、全会一致でウェルキンゲトリクスを最高司令官にすることを決議した。
カエサルはウェルキンゲトリクスらガリア軍が立て篭もるアレシアを包囲。激戦の末、アレシアを陥落させてガリア軍を破った。詳細な経過はアレシアの戦いを参照。

### 紀元前51年（ガリア戦争8年目）
アレシアでの戦い以降も抵抗を続けていた部族の内、ベッロウァキ族やアトレバテス族、アウレルキ族、カレテス族らが反乱を起したものの、ローマ軍はこれを鎮圧した。セノネス族やカドゥルキ族らはウクセッロドゥヌム（現：ケルシ、Quercy）に籠城したものの兵糧攻めによりこれを下した（ウクセッロドゥヌムの戦い）。カエサルはアクィタニア人の領域へ進軍したが、全アクィタニア人がローマに従うと表明。ゲルマニア人と結んで抗していたトレウェリ族もローマに降伏して、ガリア全土のローマ属州化が成った。

## 影響
一連のガリア戦争によって、カエサルはガリア全域をローマの支配圏に組み入れた。この戦争により、カエサル自身も将軍としての実績を積んで権威を高め、ガリアからの莫大な戦利品により財産を蓄えた。また、長年の苦楽を共にした将兵たちは、共和政ローマにではなくカエサル個人に忠誠を誓うようになり、精強な私兵軍団を形成した。
名声高まるカエサルの勢力を恐れた元老院派はポンペイウスと結んでカエサルと対抗する姿勢を強め、紀元前49年1月10日のカエサル及び配下のローマ軍団によるルビコン川渡河から始まるポンペイウス及び元老院派との内戦へ突入することとなった。

## 史料

ガリア戦争要図

ガリア戦争の史料としては、カエサル自身の著書『ガリア戦記』が第一級史料となり、プルタルコス『対比列伝』やスエトニウス『皇帝伝』等の該当箇所がそれに続く形となる。なお、カエサル自身が一方の当事者（総司令官）であったので、ガリア戦記は多分にプロパガンダの要素が混在していると考えられる。ただし、事実関係に関してはカエサルと敵対関係にあった小カトら元老院議員による批判は無い。

## ガリア戦争に関与した主な人物

### ローマ軍
→上記の本文等を参照。
- ローマ支援軍（アウクシリア - ローマの同盟部族）
  - ヌミディア人
  - クレタ島人
  - バレアレス諸島人

### ガリア・ゲルマニア側
- ガリア人諸部族

→ガリアの部族一覧を参照。
- ゲルマン人諸部族
  - スエビ族
  - スカンブリ族

etc.

### ブリタンニア人
- トリノヴァンテス族
- カトゥウェッラウニ族

etc.